# Volker Kriegel

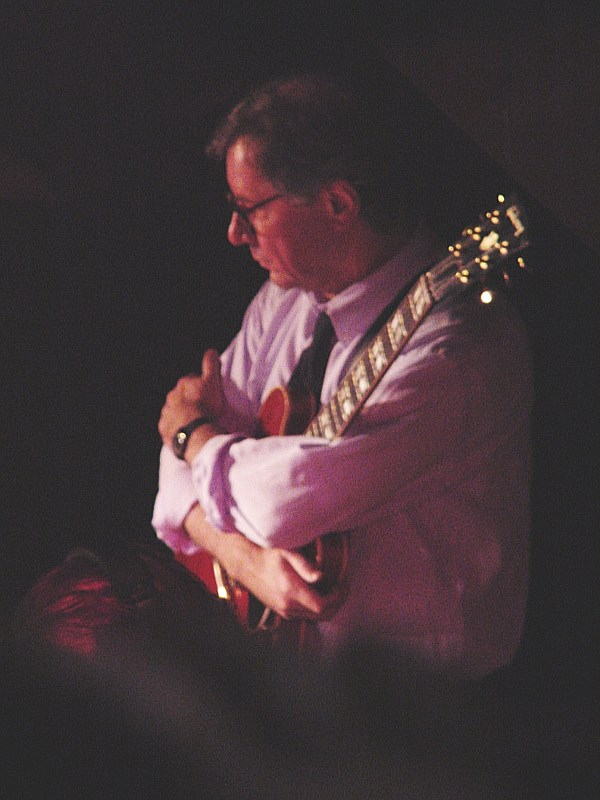
Volker Kriegel (2002)

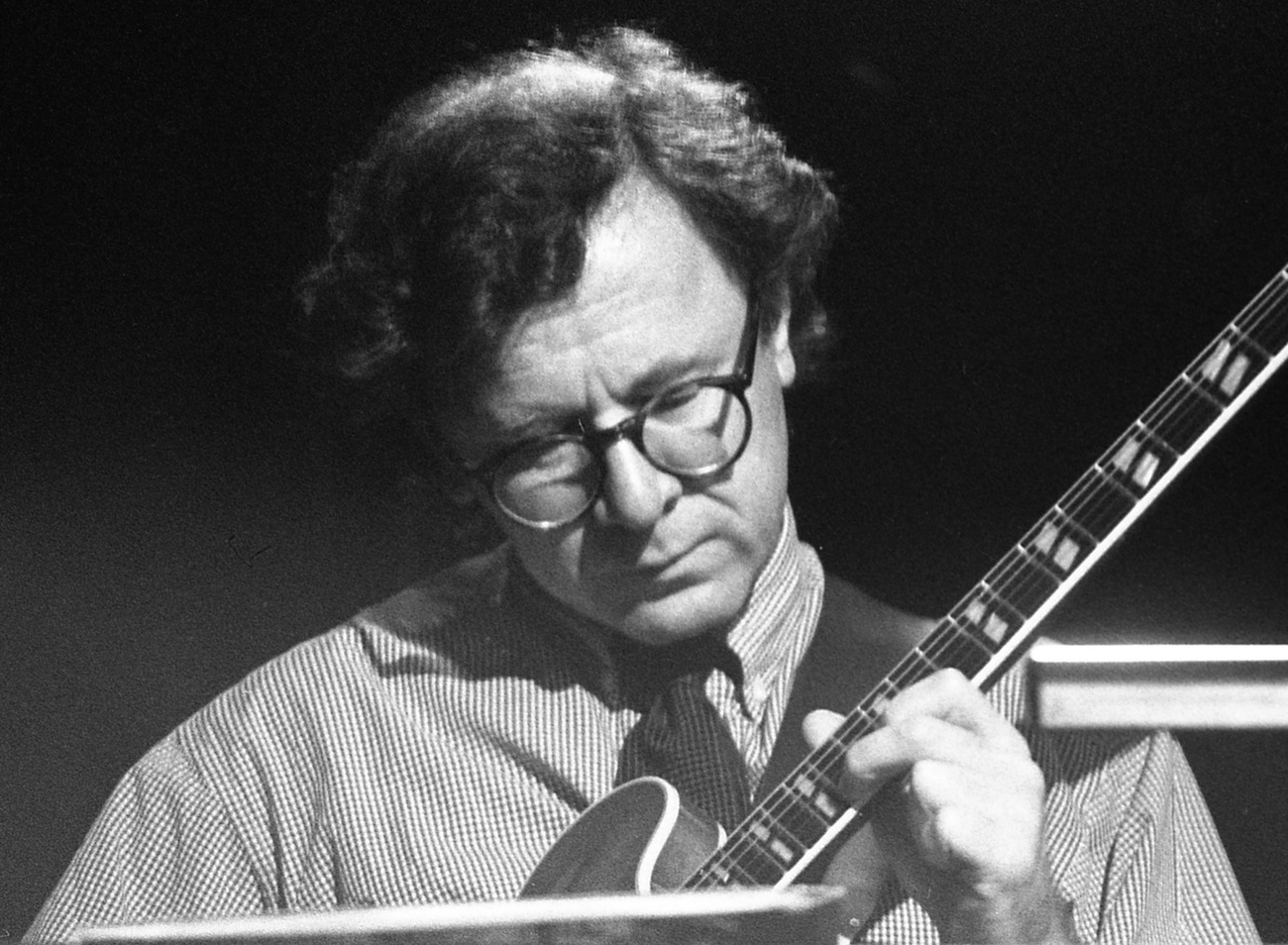
Volker Kriegel (1992)

Volker Kriegel (* 24. Dezember 1943 in Darmstadt; † 14. Juni 2003 in San Sebastián) war ein deutscher Jazzmusiker, Zeichner und Schriftsteller. Er gilt als einer der Protagonisten des Jazzrock in Deutschland und war entscheidend an der Etablierung und Entwicklung dieser Stilrichtung in Europa beteiligt.

## Leben und Werdegang

### Ausbildung
Volker Kriegel brachte sich das Gitarrespielen ab seinem 16. Lebensjahr selbst bei. Zu seinen ersten musikalischen Vorbildern gehörte das damalige Oscar Peterson Trio mit dem Gitarristen Herb Ellis. Mit einem ersten eigenen Trio gemeinsam mit einem Pianisten und einem Bassisten trat er nach diesem Vorbild in Clubs in Wiesbaden und Mainz auf.
Nachdem er nach dem Abitur zunächst als Zeichenlehrer gearbeitet hatte, gründete er bald darauf ein Trio mit Lothar Scharf am Schlagzeug, mit dem er 1964 beim Deutschen Amateur-Jazz-Festival Preise als bester Gitarrist und bester Solist gewann. 1965 wurde er Mitglied des Quintetts von Claudio Szenkar.
Anfang der 1960er Jahre studierte Kriegel an der Goethe-Universität Frankfurt Soziologie und Psychologie. Während seiner Studienzeit war er erstmals in der Frankfurter Jazz-Szene engagiert und spielte in Jamsessions mit Albert und Emil Mangelsdorff, Fritz Hartschuh, Gustl Mayer und Rolf Lüttgens. Bereits zu dieser Zeit arbeitete Kriegel auch als Zeichner für Zeitungen.

### Karriere als Musiker
Nach dem Vordiplom 1964 brach Kriegel das Studium ab, das er später als „Seminar-Langeweile, dazwischen Splitter von Interesse & Erkenntnis“ beschrieb. Maßgeblich durch seine Kontakte aus dem Jazzkeller beeinflusst, entschied er sich gegen eine Arbeit als Zeichenlehrer und für den Weg zum Profimusiker und spielte in den folgenden Jahren in einer Vielzahl verschiedener Ensembles. 1965 spielte Kriegel im Quartett von Klaus Doldinger. 1967 war Kriegel Mitglied der am Mainstream Jazz orientierten Swinging Oil Drops von Emil Mangelsdorff und der Sound Constellation von Gustl Mayer und wirkte im gleichen Jahr an Doldingers Album Doldinger Goes On mit. Von 1968 bis 1973 war er Mitglied des Dave Pike Set, dessen wachsender Erfolg Ende der 1960er Jahre Kriegels Übergang zum Berufsmusiker markiert. Bereits mit dem Dave Pike Set wandte er sich von einem als E-Musik verstandenen Jazz ab und orientierte sich stilistisch an populären Klängen und Rhythmen aus Bossa Nova und Beat. Kriegel formulierte zu Zeiten des Dave Pike Set: „Mit rückwärts gerichteter Jazz-Romantik und weinerlicher Attitüde ist keinem geholfen. Denn das Gerede der Ideologen, Jazz sei automatisch mehr wert als Unterhaltung, hat uns bloß alle in die Ecke gedrängt.“
Bereits 1968 trat er mit eigener Band als Volker Kriegel Quartett (Claudio Szenkar (vib), Eberhard Leibling (b), Peter Baumeister (dr)) sowie als Tony Scott & Volker Kriegel Trio auf dem 11. Deutschen Jazzfestival in Frankfurt auf, wodurch seine Bekanntheit weiter wuchs und er schnell als „Deutschlands Jazz-Gitarrist Nummer eins“ galt. Mit eigenem Quartett trat er auch beim Montreux Jazz Festival 1969 auf.
1972 veröffentlichte er das wegweisende Doppel-Album Inside: Missing Link und wurde damit zu einem Protagonisten des deutschen Jazzrock. Bereits im ersten Jahr wurden 7000 Exemplare verkauft, was für eine deutsche Jazz-Produktion – zumal beim kleinen Label MPS – ein gutes Ergebnis war. Im Laufe der Jahre wurden es etwa 20.000. 1973 gründete er nach seinem Ausscheiden aus dem Dave Pike Set mit Eberhard Weber (b), Rainer Brüninghaus (keyb) und Joe Nay (dr) die Band Spectrum, mit der er 1974 bei dem deutschen Plattenlabel MPS das Album Mild Maniac veröffentlichte.
Kriegel war während der frühen 1970er Jahre auch als Musiker an Kabarettproduktionen beteiligt und wirkte als Sideman bei Aufnahmen anderer Musiker mit, unter anderem beim Blues- und Jazzrock-Violinisten Don Sugarcane Harris. Von 1973 bis 1974 spielte Kriegel erneut mit Klaus Doldinger, der mittlerweile mit seiner Band Passport ebenfalls Jazzrock machte. Dort wirkte er 1974 bei dem Live-Album Doldinger Jubilee Concert mit und trat im selben Jahr mit der Band als Jubilee Passport auf dem Deutschen Jazzfestival auf. Bei Passport spielte er mit dem Schlagzeuger Curt Cress, bei dessen Album Curt Cress Clan – CCC er 1975 ebenfalls mitwirkte.

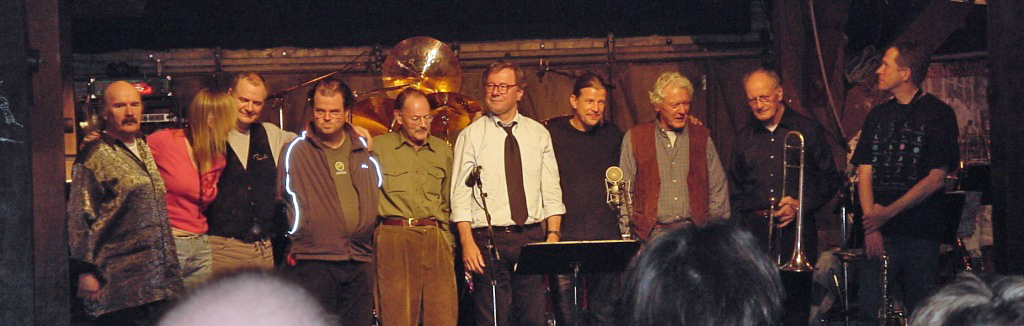
Das United Jazz und Rock Ensemble 2002, Kriegel in der Mitte (in weiß)

Nach dem Auseinandergehen von Spectrum aufgrund von Differenzen mit Weber war Kriegel 1975 Gründer des Mild Maniac Orchestra (mit Evert Fraterman (dr), Thomas Bettermann (keyb), Hans Peter Ströer (b)), mit dem er bis in die 1980er Jahre aktiv war. Anders als in vorherigen Ensembles arbeitete er in dieser Formation nicht mit reinen Jazz-Musikern zusammen: Fratermann kam aus der Soul-Musik, Bettermann war klassisch ausgebildeter Pianist.
Seit 1977 spielte er auch im United Jazz und Rock Ensemble (UJRE), zu dessen Gründungsmitgliedern er zählte und für das er auch komponierte. Mit dieser Formation trat er immer wieder, wenn auch zuletzt in größeren Abständen, über fast 25 Jahre lang auf. Über das UJRE sagte Kriegel später: „Im Nachhinein wusste natürlich jeder, da kann doch gar nichts schief gehen, wenn sich zehn Musiker, die zu den Stars auf ihren Instrumenten zählen, zusammentun.“ Ebenfalls 1977 gründete Kriegel mit weiteren Musikern das Label Mood Records, auf dem vor allem die Produktionen des UJRE, dessen einzelnen Mitgliedern und anderer Frankfurter Jazz-Musiker veröffentlicht wurden.
Mitte der 1990er Jahre erhielt Kriegel die Möglichkeit, beim Schweizer Haffmans Verlag Zeichnungen zu veröffentlichen. Dies und gesundheitliche Probleme mit seiner Hand brachten ihn dazu, zuerst eigene Bandaktivitäten und kurze Zeit später auch seine Mitwirkung im UJRE zu beenden. Erst kurz vor seinem Tod kehrte er auf Bitten der anderen Musiker für die Abschiedstournee zum UJRE zurück, nachdem er zwischenzeitlich durch Peter O’Mara ersetzt worden war.
Kriegel war mit seiner Leadgitarre stilmäßig nicht auf die elektrisch verstärkte Jazzgitarre festgelegt, sondern verwendete gelegentlich auch die akustische Gitarre, ausnahmsweise ein Banjo oder die Sitar. Nur schwer zu beschreiben ist sein eigenwilliger Spielstil, besonders in bestimmten sehr schnellen, springenden Tonfolgen, der ihn von allen anderen Gitarristen unterscheidet.

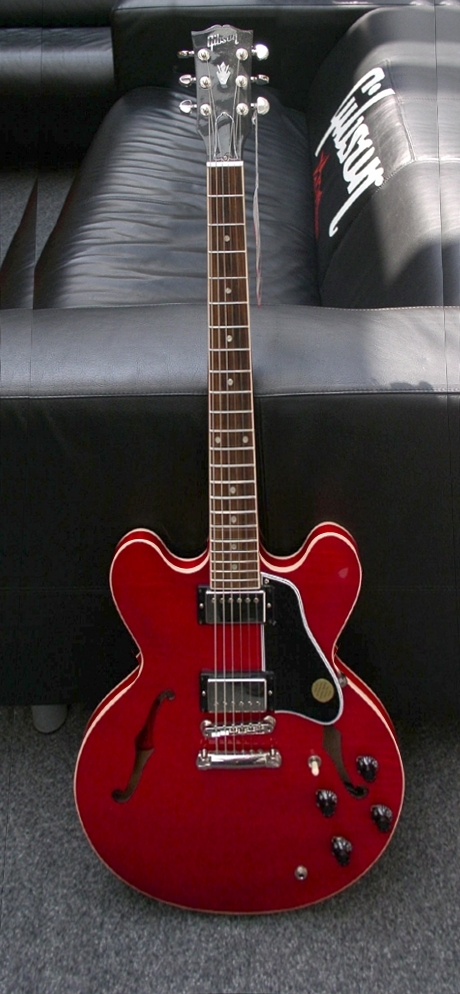
Die Gibson ES-335, das von Kriegel meistens verwendete Instrument

Mit dem Stück Mathar, das Kriegel geschrieben und mit dem Dave Pike Set 1969 auf dem Album Noisy Silence – Gentle Noise veröffentlicht hatte, hatte er letztlich sogar einen über die Grenzen der Jazzfans hinaus bekannten Hit. Das Stück mit seiner eingängigen Sitar-Melodie und dem prägnanten Bass-Riff wurde auf verschiedenen Jazz-Samplern veröffentlicht und wird nach wie vor im Fernsehen als Hintergrundmelodie eingesetzt oder auch in dem deutschen Kinofilm 23 – Nichts ist so wie es scheint. Für Kriegel war diese Entwicklung überraschend: Er hatte das verhältnismäßig simple Stück als ironischen Seitenhieb auf die pathetische Darstellung komponiert, George Harrison sei Ende der 1960er Jahre in die indische Stadt Mathar gepilgert und habe in langer und meditativer Arbeit das Sitar-Spiel erlernt. Kriegel sagte 2001 über die Sitar: „Das klingt schon gut, wenn man nur die leeren Saiten anschlägt.“

### Das Guitar Center
Gemeinsam mit dem Gitarrenbauer Peter Coura gründete Kriegel im März 1975 das Guitar Center in einem Keller in der Schumannstraße im Frankfurter Westend. Die Gitarrenwerkstatt sollte lokalen Musikern eine bezahlbare Alternative zu den damals kaum erschwinglichen amerikanischen Markengitarren bieten. Das Geschäftsmodell war nicht erfolgreich, das Guitar Center bestand aber dank eigener Gitarrenschule bis zum Tod Peter Couras im Jahr 2014.

### Engagement als Zeichner, Übersetzer und Erzähler
Nachdem er sich Mitte der 1990er Jahre weitgehend aus dem Musikgeschäft zurückgezogen hatte, widmete er sich nicht minder erfolgreich seiner zweiten Karriere als Erzähler, Übersetzer, Cartoonist und Illustrator und betätigte sich gelegentlich als Musikkritiker. Sein Buch Der Rock’n’Roll-König wurde zum Klassiker des Genres. Zu den von ihm aus dem Englischen ins Deutsche übersetzten Büchern gehören die Miles-Davis-Biographie seines Kollegen Ian Carr sowie Charles Dickens’ A Christmas Carol, welches er in der betreffenden Ausgabe außerdem illustrierte. 1979 schuf er in London außerdem den Zeichentrickfilm Der Falschspieler. Des Weiteren schrieb er immer wieder Manuskripte für Funk und Fernsehen.
Kriegels Karriere als Autor und Zeichner fand im Wesentlichen ab den frühen 1990er Jahren beim Schweizer Haffmans Verlag statt. Als dieser 2001 Konkurs anmelden musste, hatte er kurz vorher heimlich die Rechte an den Werken seiner Autoren verkauft und die Werke zuletzt auf Leasing-Basis herausgegeben. Kriegel empfand dies als Vertrauensbruch. „Die Autorenrechte“, so Kriegel, „werden wie eine Handelsware hinter dem Rücken der Autoren verschachert.“

### Krankheit und Tod

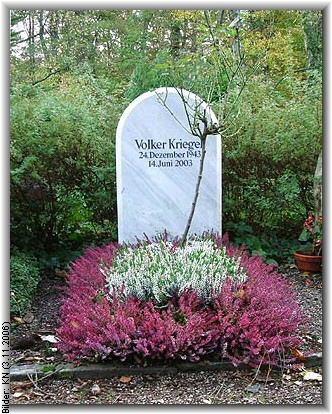
Kriegels Grab auf dem Wiesbadener Nordfriedhof

Nachdem er bereits seit den 1990er Jahren wiederholt an Krebs erkrankt war (unter anderem an Kehlkopfkrebs, der ihm in seinen letzten Lebensjahren das Sprechen erschwerte), starb Volker Kriegel am 14. Juni 2003 während eines Urlaubsaufenthalts im spanischen San Sebastián an einem Herzinfarkt. Er war noch im Vorjahr mit dem UJRE auf die oben erwähnte Abschiedstournee gegangen. Seine letzte Ruhestätte fand er auf dem Nordfriedhof in Wiesbaden.

## Posthume Rezeption
Kriegels Tod löste vor allem in der deutschsprachigen Presse großes Echo aus, aber auch in der internationalen Presse, z. B. im Londoner Guardian, erschienen diverse Nachrufe. Der selbst krebskranke und 2006 verstorbene Dichter Robert Gernhardt widmete Kriegel seinen 2004 erschienenen Band Die K-Gedichte über Krebs. 2005 erwarb das Wilhelm-Busch-Museum in Hannover mit Unterstützung des Bundes, einer privaten Spende sowie der Unterstützung von Kriegels Witwe Evelyn Kriegel den zeichnerischen Nachlass Kriegels, der rund 730 Zeichnungen enthält.

## Musikinstrumente
Kriegel bevorzugte Semiakustik-Gitarren. Bis in die 1970er Jahre spielte er Gitarren verschiedener Hersteller, zum Beispiel AZ-10- und BL-Modelle der Firma Framus, die dort in Zusammenarbeit mit Attila Zoller und Bill Lawrence (damals noch als Billy Lorento) entstanden waren. Sein Markenzeichen in späteren Jahren war seine rote Gibson ES-345, ursprünglich eine Stereo-Version, die er sich von Peter Coura auf konventionelle Elektrik umrüsten ließ. Eine 1968er ES-335 in Sunburst – nach Kriegels Meinung die beste, die er besessen hatte – verkaufte er schon früh. Ebenfalls besaß er eine Gibson C4, welche wegen Feedback-Problemen jedoch nicht auf der Bühne zum Einsatz kam.
Als Verstärker nutzte Kriegel in den 1970er Jahren ein Modell des britischen Herstellers HH Amplification, später einen von Attila Zoller erworbenen Verstärker der amerikanischen Marke Standel und danach einen Verstärker aus der Gibson Lab Series. In den 1990er Jahren, als Kriegel vor allem mit dem UJRE auf Tour war, verwendete er Yamaha-Verstärker.

## Veröffentlichungen

### Eigene Tonträger
Veröffentlicht unter Volker Kriegel, Volker Kriegel & Spectrum oder Volker Kriegel & Mild Maniac Orchestra
- With a Little Help from my Friends (1968, Liberty 83065, wiederveröffentlicht 2013) (u. a. mit Peter Trunk, Günter Lenz, Peter Baumeister, Claudio Szenkar)
- Spectrum (1971, MPS 15301, wiederveröffentlicht 2003)
- Inside: Missing Link (2-LP, 1972, MPS 15362, u. a. mit Albert Mangelsdorff, Alan Skidmore, Heinz Sauer, John Taylor, Eberhard Weber, John Marshall, Peter Baumeister und Cees See)
- Lift! (1973, MPS 15390) (u. a. mit Zbigniew Seifert, Stan Sulzmann, Eberhard Weber, John Marshall)
- Mild Maniac (1974, MPS 15403) (u. a. mit Rainer Brüninghaus, Eberhard Weber, Peter Giger, Joe Nay)
- Topical Harvest (1975, MPS 15471) (u. a. mit Albert Mangelsdorff, Rainer Brüninghaus, Peter Giger, Joe Nay)
- Octember Variations (1976, MPS 15495)
- Elastic Menu (1977, MPS 15517)
- Houseboat (1978, MPS 15535, mit Wolfgang Schlüter)
- Long Distance (1979, MPS 15549)
- Star Edition (2-LP, MPS 52035)
- Das Beste aus den Siebzigern (2-CD-Set, MPS 66893)
- Live in Bayern (1981, MPS 15.569)
- Journal (1981, mood 33.605)
- Schöne Aussichten (1983, mood 33.617)
- Palazzo Blue (1989, mood 33.608)
- Das Beste aus den Achtzigern (Sampler der vorgenannten drei Alben, mood 6462)
- ZOOM (1999, Remastered, 2-CD-Set, MPS 559 909-2)
- Jazzfest Berlin 1981 (2012, CD + DVD, Art of groove 973802)
- Lost Tapes-Mainz 1963-1969 (2013, 2-CD-Set, Jazzhaus 101726)
- Biton Grooves (2019)

### Mit dem United Jazz + Rock Ensemble
- Live im Schützenhaus (1977, mood 33.609)
- Teamwork (1978, mood 33.618)
- The Break Even Point (1979, mood 33.619)
- Live in Berlin (1981, mood 28.628)
- United Live Opus Sechs (1984, mood 33.621)
- Round Seven (1987, mood 33.606)
- na endlich! (1992, mood 6382)
- die neunte von United (1996, mood 6472)
- UJRE plays Volker Kriegel
- UJRE plays Wolfgang Dauner
- Highlights (1992, mood 33.602)

### Kriegel als Sideman
- Ingfried Hoffmann: From twen with Love (mit Pierre Cavalli, Peter Trunk, Rafi Lüderitz), Philips (1966)
- Emil Mangelsdorff: Swinging Oil Drops (1966)
- Klaus Doldinger: Doldinger Goes On (1967)
- Kühn Brothers & The Mad Rockers (MLP 15340, mit Günter Lenz, Stu Martin; 1968)
- Rolf Kühn: Rolf Kühn Sextet (mit James Carter, Ingfried Hoffman, Hans Rettenbacher, Stu Martin (d)1969)
- Rolf Kühn, Joachim Kühn: Bloddy Rockers (mit Günter Lenz, Stu Martin, 1969)
- Jonny Teupen: Harpadelic (1969, MPS 15247)
- Dave Pike Set: Noisy Silence – Gentle Noise (1969, MPS 15215-ST)
- Dave Pike Set: Four Reasons (1969, MPS 15253)
- Dave Pike Set: Live at the Philharmonie (1969, MPS 15275)
- Dave Pike Set: Album (1970, MPS 15309)
- Dave Pike Set: Infra Red (1971, MPS 20739)
- New Dave Pike Set: Salomão (1972, MPS MB-21541)[28]
- Don „Sugarcane“ Harris: Keep on Driving (1970)
- Don „Sugarcane“ Harris: Got the Blues (1972)
- Don „Sugarcane“ Harris: Flashin’ Time (1973)
- Don „Sugarcane“ Harris: Keyzop (1973)
- Klaus Doldinger’s Passport: Doldinger Jubilee Concert (1974)
- Curt Cress Clan: CCC (1975)[29]

### Mitwirkung auf Kabarettplatten
- 1970: Hanns Dieter Hüsch Typisch hüsch. Mit George Gruntz (p, keyb), Gerd Dudek (ts), Eberhard Weber (b), Pierre Favre (dr), Dieter Süverkrüp (voc, g), Volker Kriegel (g), Günter Lenz (b), Peter Baumeister (dr). (Pläne S 33401)
- 1971/1972: Volker Kühn & Roland Schneider Combo: Der Dingsda: Ein Wort-Jazz Treff (mit Robert Seibert (Sprecher), Kurt Bong (dr), Peter Grzeschik (git), Ralf Hübner (dr), Volker Kriegel (git), Günter Kronberg (cl, sax) Günter Lenz (b) u. a.; Duo-Phon Records 2011)
- 1972: Pol(h)itparade – Musik aus Studio Bonn. Mit Willy Brandt, Walter Scheel, Rainer Barzel, Franz Josef Strauß, Helmut Schmidt, Gerhard Schröder, Herbert Wehner, Karl Schiller (vocals); Volker Kriegel (g), Conny Jackel (tp), Horst Lubitz (ts, ss), Heinz Schepior (acc), Kurt Bong (dr); (CBS S 65473)

### Transcriptionen
- Volker Kriegel – 10 Kompositionen, Edition Swington, 1978.

### Literarisches Werk

#### Volker Kriegel als Autor
- Der Rock ‘n’ Roll-König. Aarau u. a.: Sauerländer 1982. Rowohlt Taschenbuch Verlag 1984.
- Hallo und andere wahre Geschichten; Aarau u. a.: Sauerländer 1982, ISBN 3-7941-2265-8.
- Volker Kriegels Kleine Hunde-Kunde (1986).
- Künstler, Kracher und Konsorten; Zürich: Haffmans 1992, ISBN 3-251-00203-1
- Der Flaubert-Rabe. Der Rabe Nr. 47 (Hg. V. Kriegel), Haffmans Verlag, 1997.
- Manchmal ist es besser, man sagt gar nix. Mit einem Vorwort von F. W. Bernstein. Haffmans, Zürich 1998, ISBN 3-251-00399-2 (Ausstellungskatalog Wilhelm-Busch-Museum Hannover).
- Olaf, der Elch (1999).
- Olaf hebt ab. Eichborn Verlag, 2000.
- Olaf taucht ab. Eichborn Verlag, 2002.
- Erwin mit der Tröte. Eichborn Verlag, 2002.
- Wie sich das nackte Schaf mal schwer gehenließ und andere Absonderlichkeiten aus dem Tierreich. Mit einem aber auch alles erklärenden Nachwort von Robert Gernhardt. Kein & Aber, Zürich 2005, ISBN 3-0369-5135-0.
- Innere Werte. Kein & Aber, Zürich 2006, ISBN 3-0369-5232-2.

Viele von Volker Kriegels Büchern wurden in folgende Sprachen übersetzt: italienisch, griechisch, schwedisch, englisch, französisch, holländisch, japanisch, koreanisch und chinesisch.

#### Aufsätze und Anekdoten
- Jazz und Rock. In: Burghard König (Hrsg.): Jazzrock/Tendenzen einer modernen Musik. Rowohlt Taschenbuch Verlag, Reinbek 1983.
- Unser Jazz und unsere Kritiker. In: Der Rabe, 14/1986, Haffmans Verlag (auch in Kriegel Manchmal ist es besser, man sagt gar nix. Haffmans 1998, Ausstellungskatalog, Wilhelm Busch Museum, S. 183–190).
- Für eine Entdeckung durch Berge von Müll. In: Weiterbildung und Medien, Adolf-Grimme-Institut, 1990.
- Flauberts Furunkel. In: Der Rabe, Nr. 47, Der Flaubert Rabe, hrsg. von V. Kriegel. Haffmans Verlag, 1997.
- Glockenklang und volle Dröhnung. In: FAZ, 1997.

Seit den 1970er Jahren regelmäßige Mitarbeit als freier Redakteur in der NDR-Jazzredaktion (Michael Naura) mit den Sendungen Notizbuch und Soundcheck, mit Evelyn Kriegel als Sprecherin.

#### Volker Kriegel als Übersetzer, Illustrator und Karikaturist
- Charles Dickens: Ein Weihnachtsmärchen. Übersetzung und Bilder: Volker Kriegel. Haffmans Verlag, 1994; Büchergilde Gutenberg, Frankfurt am Main 1994, Heyne Verlag 1996, Eichborn Verlag 2008.
- Miles Davis – Eine kritische Biographie. Aus dem Englischen übersetzt von V. Kriegel. LIT Verlag, 1982, ISBN 3-906700-02-X
- Heinrich Heine:  Memoiren. Illustriert von V. Kriegel, Eichborn-Verlag, Frankfurt am Main 1997.
- Dick King-Smith: Die Nase der Queen. Übersetzt und illustriert von V. Kriegel. Fischer Verlag, Frankfurt am Main 1997.
- Alphonse Daudet: Das Geheimnis von Maître Cornille. Büchergilde Gutenberg, Frankfurt am Main 1994.
- William Goldman: Goigoi. Verlag Sauerländer 1981; Büchergilde Gutenberg, Frankfurt am Main 1994.
- Oskar Ansull & Georg Eyring: … leichthin über Liebe und Tod. Haffmans, 1998.
- Werner Schmöll & Ulla Specht: Na, Prost! Haffmans, Zürich 1997.
- Gustave Flaubert: Das Wörterbuch der Gemeinplätze. Haffmans, 1998.
- Roger Willemsen: Karneval der Tiere (Bilder: Volker Kriegel). Eichborn Verlag, 2003.
- Samuel Pepys: Die geheimen Tagebücher (Hrsg.: Volker Kriegel und Roger Willemsen). Eichborn Verlag, 2004.
- Der Rabe 1–63, Zeitschrift für jede Art von Literatur, 1982–2001, Haffmans Verlag.
- Flann O’Brien: Auf Schwimmen-Zwei-Vögel (Titelillustration: Volker Kriegel)
- Volker Kriegel/Stephan Opitz: Geschmackssache, Nicolai Verlag, Berlin, 2004.
- Gerhard Polt: Öha! Kleine Wiesn- und Heimatkunde. Illustrationen. Kein & Aber, Zürich 2011, ISBN 978-3-0369-5620-6

sowie Umschlagzeichnungen zu Büchern von Julian Barnes, Flann O’Brien, Bernd Eilert, Gustave Flaubert, Jerome K. Jerome, David Lodge, Guy de Maupassant, Harry Rowohlt, R. L. Stevenson, Nigel Williams, Roger Willemsen und anderen.

### Ausstellungen
- 1993: Ludwigshafen, Stadtmuseum (Einzelausstellung)
- 1994: Wiesbaden, Rathaus (Einzelausstellung)
- 1995: Greiz, Sommerpalais (Einzelausstellung)
- 1997: Teilnahme an der Triennale im Sommerpalais Greiz
- 1998: Hannover, Wilhelm Busch Museum (Einzelausstellung)
- 2005/2006: Hannover, Wilhelm Busch Museum (Einzelausstellung)
- 2013: Wiesbaden, Kunsthaus Wiesbaden (Einzelausstellung)
- 2018: Frankfurt am Main, Caricatura (Einzelausstellung)
- 2024: Galerie Stihl Waiblingen Ja, was denn?! Volker Kriegel. Musiker, Zeichner, Autor. (Einzelausstellung in Zusammenarbeit mit dem Wilhelm Busch Museum)

Der künstlerische Nachlass von Volker Kriegels Karikaturen und Zeichnungen ist im Wilhelm Busch Museum in Hannover zu sehen.

### Filme
- 25 Jahre Jazzkeller (TV-Dokumentation, 60 Min, ZDF, 1977)
- Montreux 77 – Portrait eines Festivals (TV-Dokumentation, 60 Min, ZDF, 1977)
- Der Falschspieler (Zeichentrickfilm, 10 Min; Joachim Kreck Filmproduktion 1980)
- Portrait Fritz Weigle (= F.W. Bernstein), (TV-Dokumentation, 10 Min, NDR, 1990)
- Selbstportrait (TV-Film, 8 Min, ZDF, Aspekte, 1997)
- Portrait Robert Gernhardt (TV-Dokumentation, 6 Min., ZDF, Aspekte, 1997)
- Portrait Robert Gernhardt (TV-Dokumentation, 35 Min., 3Sat, 1997)

## Auszeichnungen

### Als Musiker
- 1982: Deutscher Schallplattenpreis, „Künstler des Jahres 1982“, Kategorie Ensemble Pop national[30]

### Als Autor und Cartoonist
- 1999: Olaf-Gulbransson-Preis[31]
- Los Angeles Animation Award (für Der Falschspieler)[32]